# Тигр амурський
Тигр амурський (Panthera tigris altaica) — підвид виду тигр роду пантера (Panthera), один з найрідкісніших підвидів тигра (Panthera tigris). Також є найпівнічнішим тигром та занесений до Червоної Книги РФ та Китаю. Він є найбільшим з підрізновидів тигра. Інші назви: тигр сибірський, східно-сибірський, уссурійський, маньчжурський, північно-китайський.

## Ареал
Ареал проживання тигра зосереджений на південному сході Росії, по берегах річок Амур і Уссурі в Хабаровському і Приморському краях; Станом на 1996 рік в Росії налічувалося близько 415—476 особин, у 2020 році популяція збільшилась до 580 особин з подальшим прогнозом зростання. Близько 10 % (40—50 особин) популяції амурського тигра мешкає в Китаї (Маньчжурія). Деяке населення називало тигра «Амба» (великий), щоб не накликати біду. У зоопарках світу на 20 лютого 2007 року містилося 450 особин (844 особини на 1 січня 1979). З початку 2000-х (остаточно у 2019 р.) стало відомо, що деяка група амурських тигрів поширена на півночі провінції Хамгьон-Пункто (Північна Корея).

## Фізіологія
Висота тигрів чоловічої статі 107—110 см. Довжина самців без хвоста 190—230 см. Сам хвіст має 1 м. Тобто, від голови до хвоста Амурський тигр має 290—335 см. Найдовший самець Амурського тигра мав 350 см. Вага до 318 кг. Найбільший зареєстрований амурський тигр важив 384 кілограми.
Самиці набагато менші. Довжина самиць від голови до хвоста 180—225 см. Важать 100—167 кг, інколи вага досягає і до 180 кг.
Окрім розміру Амурський тигр також відрізняється густим та товстим шаром хутра навколо шиї. Їхня голова також більша ніж в інших тигрів. Мають пухнасте хутро. Взимку воно досягає 6 см в довжину, на один квадратний сантиметр тигр має 3000 волосинок. Лапи мають додаткове хутро, щоб забезпечити ізоляцію від снігу. Також вони мають менше смуг. Забарвлення може бути золотавим або помаранчевим. Зустрічаються альбіноси (білий з чорними смугами й блакитними очима). Гіпомеланоз викликаний різновидом гена який виробляє фермент монофенолмонооксигеназу (тирозиназу) який регулює вироблення меланіну у багатьох ссавців. Це зменшує жовту пігментацію шерсті тигра, змінює колір смуг, і супроводжується (як це зареєстровано у бенгальського підвиду) косоокістю та ослабленістю імунної системи.
Раніше вважалося, що підвид є найбільшим у світі, але за новими даними бенгальські тигри мають незначну перевагу у висоті на 10 см.
За даними Дейла Мікелле, який виміряв 50 осіб сибірського тигра, індійський тигр має однакові розміри з амурським.

## Розмноження

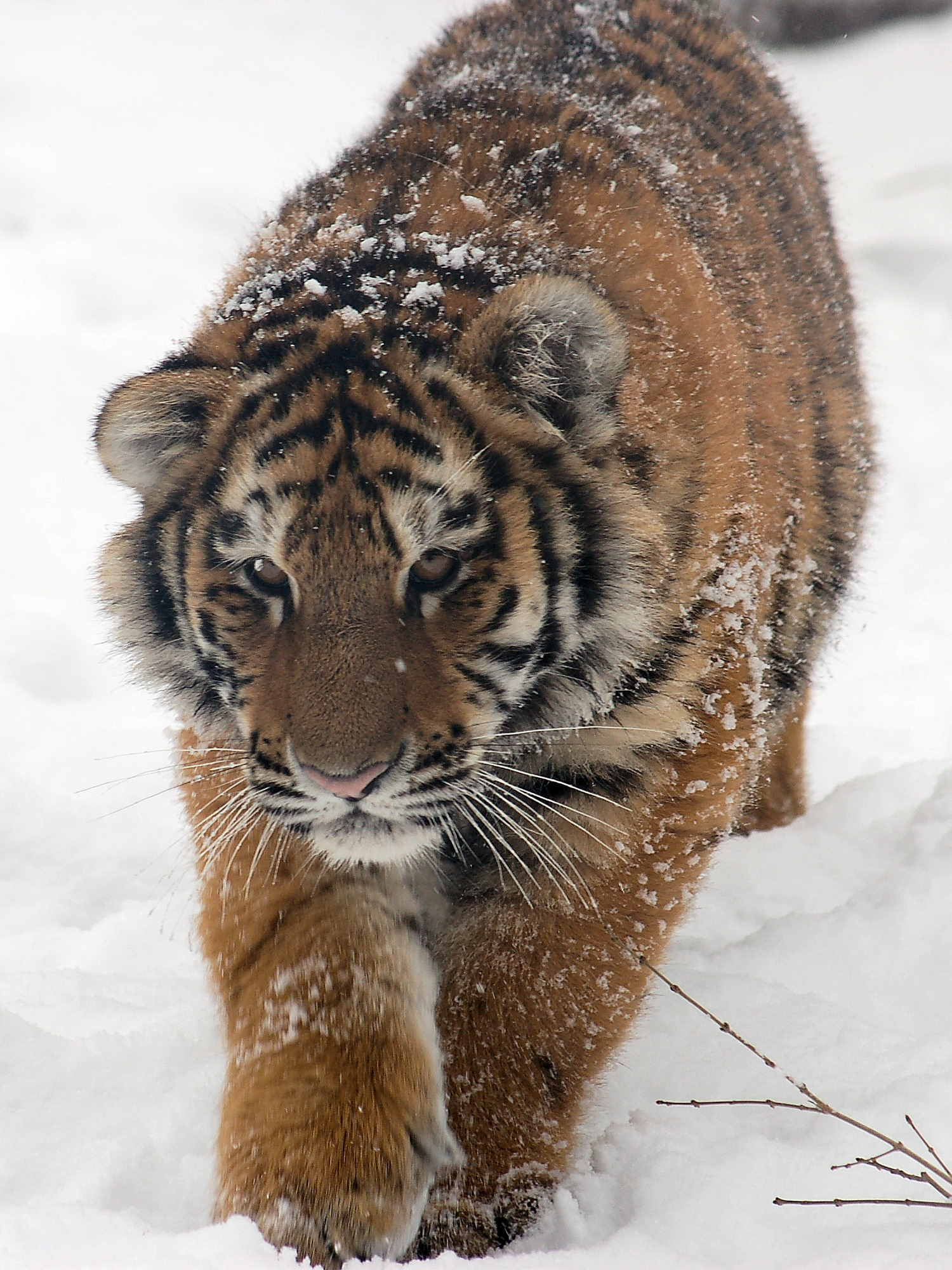
Дитинча амурського тигра

Сибірські тигри статевої зрілості досягають в 4 роки. Парування може відбуватися в будь-який час року. Самиці проявляють свою готовність до розмноження виразніше, ніж самці. Коли тигри знаходять один одного, проводять тиждень разом, доки самиця не завагітніє. Вагітність триває три з половиною місяці. Зазвичай самиця народжує 3—4 кошеняти, але іноді за раз народжується 6 тигренят. Дитинчата народжуються сліпі, в захищеному лігві.
Самиці зостаються з матерями довше. Самці вирушають на пошуки своєї території у ранньому віці, що робить їх гарною приманкою для браконьєрів.

## Генетика
Є деякі генетичні факти, які доводять, що тигр амурський — це нащадок каспійського тигра. Приблизно 10 000 років тому, каспійський тигр міг потрапити до північної Азії і залишитися там досі.

### Живлення
Найчастіша його здобич — олень благородний, олень плямистий, лось, вепр, сарна азійська, ізюбр та сибірська кабарга. Тигри полюють на ведмедів, бурих і гімалайських. Найчастіше вони живляться гімалайськими ведмедями. Також полює на менших тварин: кролів, фазанів, зайців і рибу.

### Напади на людей
На відміну від Бенгальського тигра, сибірський тигр дуже рідко стає людожером. В наш час[коли?] зафіксовано шість випадків в Росії. Проте, тигри нападали лише тому, що здобич в цих районах майже зникла.
25 грудня 2007 в зоопарку Сан-Франциско, сибірський тигр, на ім'я Татіана, продерся крізь ґрати, убив одного та поранив двох відвідувачів. Тварина була застрелена поліцією. Виявилося, що тигра тримали в дуже малій клітці. Через деякий час знайшлося декілька свідків, які бачили, як убитий тигром чоловік насміхався над звіром. Згодом зоопарк встановив високий бар'єр з електричною огорожею.

## Цікаві факти
- Уссурійський тигр зображений на прапорі і гербі Приморського краю, а також на багатьох геральдичних символах міст і районів краю.
- Уссурійський або амурський тигр — об'єкт поклоніння багатьох народностей Далекого Сходу.
- У 1988 році тигреня Ходорі було офіційним талісманом Літніх олімпійських ігор в Сеулі.
- У Китаї за вбивство амурського тигра передбачена страта.
- Тигреня у віці шести місяців за розміром та вагою дорівнюють дорослому леопарду.
- Казахстан заявив про бажання поселити амурських тигрів у спеціально відведених місцях для заміни сибірським тигром вимерлого кузена — каспійського тигра. Казахстан став першою країною Середньої Азії, що пішла на таке важливе, але складне завдання, як інтродукція. За останні 100 років популяції диких тигрів скоротилася на 96 % зі 100 000 голів до менше ніж 3800 тигрів у 2016 році. Амурці зникли з Азії через винищування місця проживання, надмірне полювання і браконьєрство.